# Ryōichi Hattori (Musiker)

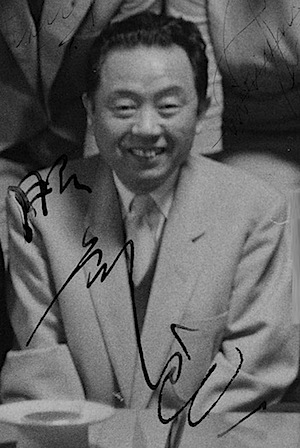
Ryōichi Hattori (1951)

Ryōichi Hattori (japanisch 服部 良一 Hattori Ryōichi; * 1. Oktober 1907 in Osaka; † 30. Januar 1993 in Shinagawa, Tokyo) war ein japanischer Jazzmusiker, Komponist und Songwriter.

## Leben und Wirken
Hattori, der in Osaka aufwuchs, trat im Alter von sechs Jahren einem Kirchenchor bei und begann, westliche Instrumente zu spielen. Mit 16 Jahren spielte er in der Izumoya Young People's Band. Als Flötist und Oboist wurde er 1925 im Osaka Symphony Orchestra angestellt, wo ihn Emmanuel Metter unterrichtete. Er verließ das Sinfonieorchester, um die japanische Jazzband Hattori and His Manila Red-Hot Stompers zu gründen, die als eine der bekanntesten frühen Jazzbands Japans gilt. Er verfasste in der Folge viele Pop- und Jazzsongs.
Bereits in den 1930er Jahren schrieb Hattori Songs, die jazzorientierte Neuerungen erfolgreich mit japanischer Sensibilität verbunden haben und Gesang, Tanz, Musik und Lachen einschlossen. Während des Zweiten Weltkriegs war in Japan der Jazz weitgehend unterdrückt; aber nach der Kapitulation kam es zu einem neuerlichen Boom, bei dem Hatori mit der Sängerin Shizuko Kasagi mit Songs wie dem Tokyo Boogie-Woogie (1947) zentral mitwirkte. Weiterhin schrieb er viele Lieder für Künstler wie Noriko Awaya, Ichimaru und Ichirō Fujiyama und hatte einen großen Einfluss auf die Entwicklung der japanischen Popmusik. Zudem arbeitete er für Plattenaufnahmen mit Percy Faith zusammen.
Hattori komponierte auch Lieder für den Film The Lantern of Love (1951), in dem Bai Guang die Lieder auf Japanisch sang. Ende der 1960er Jahre komponierte er die Musik für Hong Kong Nocturne (1967) und weitere Filme, die Inoue Umetsugu drehte. Songs von ihm wurden später auch in Spielfilmen wie Die Geisha (2005),  Crazy Rich (2018) und  Isle of Dogs – Ataris Reise (2018) verwendet. Der Schauspieler Katsuhisa Hattori ist sein Sohn.